# Uroplatus malahelo
Espèce
Statut de conservation UICN

 EN B1ab(iii,v) : En danger
Statut CITES
Uroplatus malahelo est une espèce de geckos de la famille des Gekkonidae.

## Répartition
Cette espèce est endémique du Sud de Madagascar.

## Habitat
Ce gecko vit dans la forêt tropicale humide, un climat tropical humide doux, la température varie peu de 20 à 25 °C, et où l'hygrométrie est élevée, dépassant souvent des 80 % d'humidité. L'hiver est particulièrement clément, avec une baisse de quelques degrés des températures.

## Description
C'est un gecko insectivore, nocturne et arboricole.
Les mâles présentent deux renflements à la base de la queue, le logement des hémipénis.
C'est un animal strictement nocturne, plutôt calme, qui compte surtout sur son camouflage plutôt que sur sa vitesse pour échapper aux prédateurs.

## Publication originale
- Nussbaum & Raxworthy, 1994 : A new species of Uroplatus Duméril (Reptilia: Squamata: Gekkonidae) from southern Madagascar. Herpetologica, vol. 50, n. 3, p. 319-325.